# Pterolophia ochreithorax
Pterolophia ochreithorax är en skalbaggsart som beskrevs av Stefan von Breuning 1965. Pterolophia ochreithorax ingår i släktet Pterolophia och familjen långhorningar. Inga underarter finns listade i Catalogue of Life.